# Philadelphia (Tennessee)
Philadelphia es una ciudad ubicada en el condado de Loudon en el estado estadounidense de Tennessee. En el Censo de 2010 tenía una población de 656 habitantes y una densidad poblacional de 158,5 personas por km².

## Geografía
Philadelphia se encuentra ubicada en las coordenadas 35°40′44″N 84°23′59″O / 35.67889, -84.39972. Según la Oficina del Censo de los Estados Unidos, Philadelphia tiene una superficie total de 4.14 km², de la cual 4.14 km² corresponden a tierra firme y (0%) 0 km² es agua.

## Demografía
Según el censo de 2010, había 656 personas residiendo en Philadelphia. La densidad de población era de 158,5 hab./km². De los 656 habitantes, Philadelphia estaba compuesto por el 91.92% blancos, el 2.59% eran afroamericanos, el 0.61% eran amerindios, el 0% eran asiáticos, el 0.46% eran isleños del Pacífico, el 1.98% eran de otras razas y el 2.44% pertenecían a dos o más razas. Del total de la población el 7.01% eran hispanos o latinos de cualquier raza.